# جزيرة بونتا
جزيرة بونتا وهي جزيرة صغيرة من جزر إندونيسيا، وتقع في المحيط الهندي في إقليم آتشيه.